# Château Teleki (Gornești)
Le château Teleki de Gornești, Gernyeszeg en hongrois, est un château de plaisance transylvanien du XVIIIe siècle.

## Histoire
Mihály Teleki reçoit le domaine de Gernyeszeg du roi de Hongrie dans la deuxième moitié du XVIIe siècle. László Teleki (1710-1778), l'un de ses descendants, hérite de Gernyeszeg en 1754. Il détruit l’ancien château fort et commande en 1771 à l'architecte autrichien Andreas Mayerhoffer (1690-1771) un château de plaisance de style baroque, dans le goût de l’époque. La construction du château dure jusqu’en 1802.
Pendant et après la Seconde Guerre mondiale, le château est vidé. Le domaine est nationalisé par le gouvernement roumain. Un centre de prévention pour enfants de famille tuberculeuses y est installé jusqu’en 2011. Dans le cadre de la restitution des biens spoliés par le régime communistes, le château, patrimoine protégé, est rendu à la famille Teleki.

## Galerie

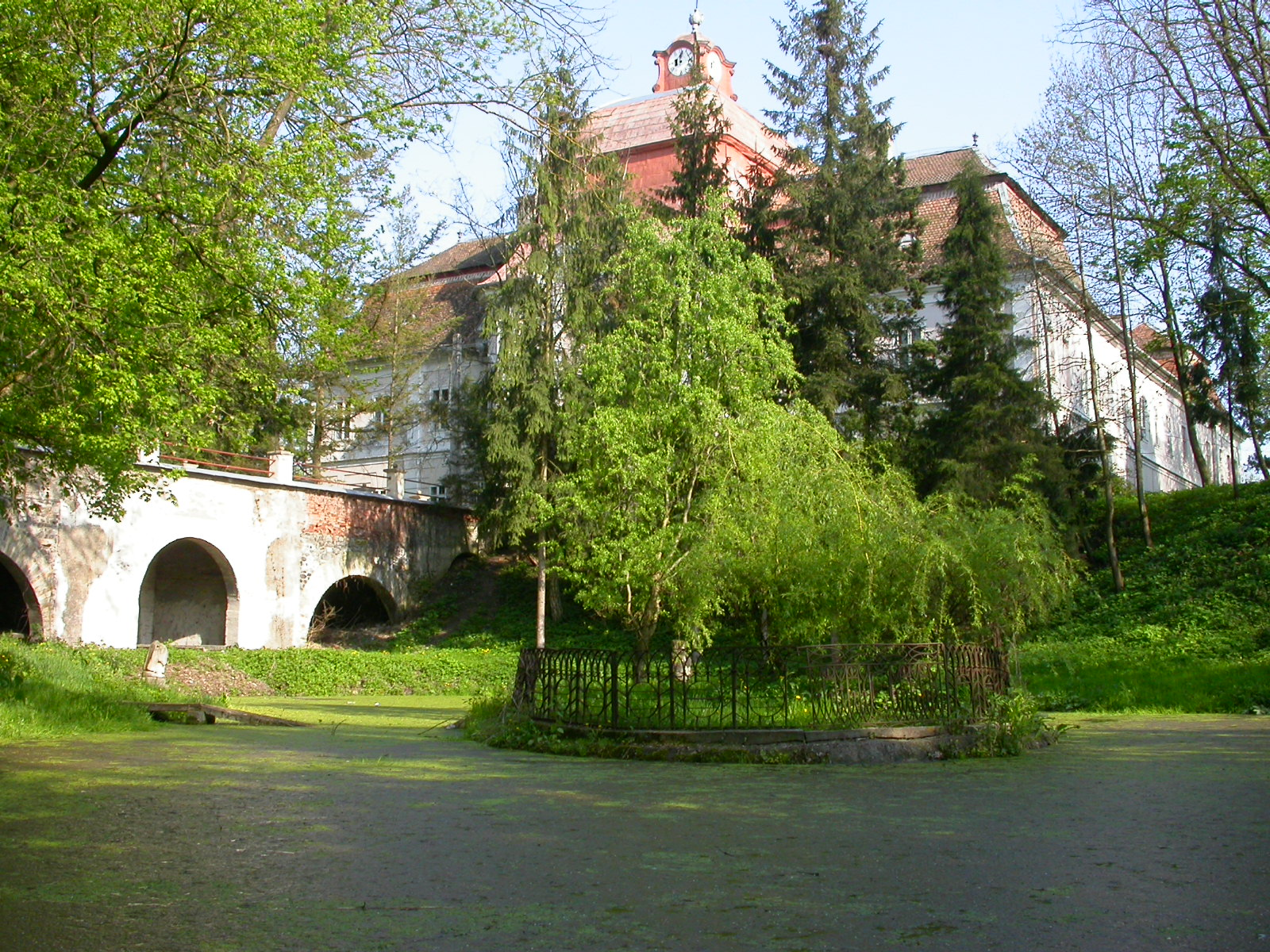
Pont donnant accès à l'entrée principale.
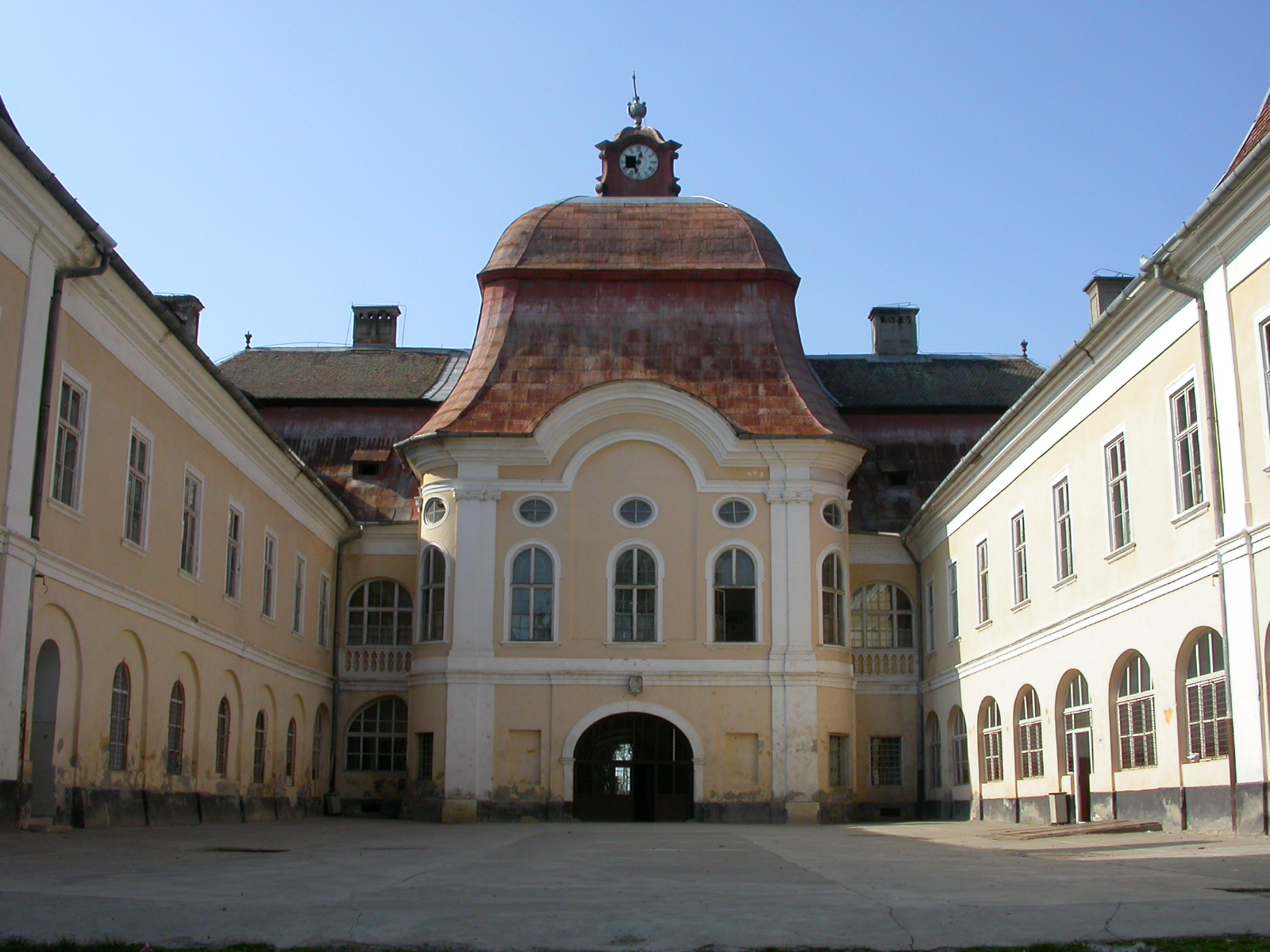
Cour du château.